# Untergruppensatz von Kurosch
Der Untergruppensatz von Kurosch, benannt nach Alexander Gennadjewitsch Kurosch, ist ein mathematischer Satz aus dem Bereich der Gruppentheorie. Er beschreibt die Struktur von Untergruppen freier Produkte und stellt eine Verallgemeinerung des Satzes von Nielsen-Schreier dar.

## Formulierung des Satzes
Es sei {\displaystyle G={\underset {\alpha \in A}{*}}G_{\alpha }} das freie Produkt der Gruppen {\displaystyle G_{\alpha },\alpha \in A} und {\displaystyle H\leq G} eine Untergruppe. Dann ist
{\displaystyle H=H_{0}*\,{\underset {\alpha \in A,d_{\alpha }\in R_{\alpha }}{*}}(H\cap (d_{\alpha }G_{\alpha }d_{\alpha }^{-1}))}.
Dabei ist 
{\displaystyle H_{0}} eine freie Gruppe,
{\displaystyle R_{\alpha }} für jedes {\displaystyle \alpha \in A} ein Repräsentantensystem der {\displaystyle (H,G_{\alpha })}-Doppelnebenklassen.
Ist zusätzlich der Index {\displaystyle [G:H]=m<\infty }, so hat die freie Gruppe {\displaystyle H_{0}} den Rang
{\displaystyle \mathrm {rg} (H_{0})=\sum _{\alpha \in A}(m-|R_{\alpha }|)+1-m}.

## Beziehung zum Satz von Nielsen-Schreier
Der Untergruppensatz von Kurosch ist stärker als der Satz von Nielsen-Schreier. Letzterer ergibt sich aus ersterem durch Spezialisierung auf {\displaystyle G_{\alpha }\cong \mathbb {Z} }, wie hier kurz zur Verdeutlichung der Begriffe ausgeführt werden soll.
Ist {\displaystyle G_{\alpha }\cong \mathbb {Z} } für alle {\displaystyle \alpha \in A}, so ist {\displaystyle G={\underset {\alpha \in A}{*}}G_{\alpha }} die freie Gruppe vom Rang {\displaystyle |A|}.
Eine Untergruppe {\displaystyle H} hat die angegebene Struktur. Mit {\displaystyle G_{\alpha }\cong \mathbb {Z} } ist auch {\displaystyle d_{\alpha }G_{\alpha }d_{\alpha }^{-1}\cong \mathbb {Z} } und daher jedes {\displaystyle H\cap (d_{\alpha }G_{\alpha }d_{\alpha }^{-1})} trivial oder ebenfalls isomorph zu {\displaystyle \mathbb {Z} }. Daher ist {\displaystyle H} das freie Produkt freier Gruppen und damit selbst frei. Also ist gezeigt, dass jede Untergruppe einer freien Gruppe wieder frei ist, und das ist die qualitative Aussage aus dem Satz von Nielsen-Schreier.
Zur quantitativen Aussage des Satzes von Nielsen-Schreier beschränken wir uns auf eine endliche Indexmenge {\displaystyle A}. Die unendliche zyklische Gruppe {\displaystyle G_{\alpha }} sei jeweils von {\displaystyle g_{\alpha }\in G_{\alpha }} erzeugt. Da der Index von {\displaystyle H} in {\displaystyle G} endlich ist, können die Nebenklassen {\displaystyle Hd_{\alpha }g_{\alpha }^{r},\,r>0} nicht alle verschieden sein. Es muss daher ein {\displaystyle r>0} geben mit {\displaystyle Hd_{\alpha }=Hd_{\alpha }g_{\alpha }^{r}} und daher auch ein {\displaystyle h\in H} mit {\displaystyle hd_{\alpha }=d_{\alpha }g_{\alpha }^{r}} Da {\displaystyle r>0}, ist {\displaystyle h\not =1}, also 
{\displaystyle 1\not =h=d_{\alpha }g_{\alpha }^{r}d_{\alpha }^{-1}\in H\cap (d_{\alpha }G_{\alpha }d_{\alpha }^{-1})}
Diese Untergruppe ist also nicht trivial und daher isomorph zu {\displaystyle \mathbb {Z} }. 
Damit ist
{\displaystyle \mathrm {rg} (H)=\mathrm {rg} (H_{0})+\sum _{\alpha \in A,d_{\alpha }\in R_{\alpha }}\underbrace {\mathrm {rg} (H\cap (d_{\alpha }G_{\alpha }d_{\alpha }^{-1}))} _{=1}}     (da sich die Ränge freier Gruppen bei freien Produkten addieren)
{\displaystyle =\quad \sum _{\alpha \in A}(m-|R_{\alpha }|)+1-m\,\,+\,\,\sum _{\alpha \in A}|R_{\alpha }|}     (nach der Rangformel aus dem Untergruppensatz von Kurosch)
{\displaystyle =\quad |A|m+1-m},
und das ist genau die Formel aus dem Satz von Nielsen-Schreier.